# Надія (ім'я)
Наді́я — українське жіноче ім'я, аналогічне рос. Надежда та болг. Надежда, запозичених з церковнослов'янської мови. Церковнослов'янське Надєжда, у свою чергу, є калькою грец. Ελπίς, «Елпіс» — власного жіночого імені, утвореного на основі іменника грец. ελπίς — «надія». Подібне походження мають імена Віра та Любов.
Арабське ім'я Надія (араб. نادية) значить «щедра». Ім'я Надія поширене в арабських та тюркомовних країнах.
Українські зменшені форми — Надієнька, Надієчка, Надійка, Надійця, Надя, Надюня, Надюнька, Надюся, Надюсенька, Надюсечка, Надюська, Надька.

## В інших країнах
У слов'янських країнах з переважно православним населенням вживаються канонічні форми цього імені, що походить з церк.-слов. Надежда, а в Румунії та Молдові канонічним є Speranţa, «Сперанца» — походить з грец. Ελπίς. У католицьких країнах — походить з лат. Spes («Надія») — ісп. Esperanza, «Есперанса», порт. Esperança, «Ешперанса», «Есперанса», італ. Speranza, «Сперанца» тощо. Англомовних країнах існує ім'я Гоуп (англ. Hope), що походить із Spes чи Ελπίς і означає «Надія» (впроваджене в ужиток пуританами).[джерело?]
Окрім того, у багатьох західноєвропейських країнах вживають імена слов'янського походження, частіше його зменшеної форми Надя (нім. Nadja, італ. Nadia, норв. Nadja, Nadia, дан. Nadja, Nadia, швед. Nadja, Nadia, Nada, рум. Nadia, серб. Nadežda). Подібна адаптація є і для імені Надін (нім. Nadine. Nadina, фр. Nadine), яке може походити з арабського імені Надін, яке означає «блискуча» (від перс. نادين).

## Іменини
- За православним календарем  — 17 вересня (за юліанським календарем 30 вересня) (мучениця Надія Римська)[10].
- За католицьким календарем — 1 серпня (мучениця Надія Римська)[11]

## Відомі носійки
- Свята Надія (пом. 137) — християнська мучениця ІІ ст.
- Надія Білозерська (1828—1912) — перекладачка, дружина Василя Білозерського.
- Надія Білокінь (1893—1981) — українська майстриня народно-декоративного розпису
- Надія Гуменюк (нар. 1950) — українська поетеса, прозаїк, публіцист, член Національної спілки письменників України, заслужений журналіст України.
- Надія Грановська (Мейхер) (нар. 1982) — українська телеведуча, колишня солістка гурту ВІА Гра
- Надія Дурова (1783—1866) — військова діячка, перша в Росії жінка-офіцер, учасниця наполеонівських воєн
- Надія Симчич — український драматург, прозаїк, казкар
- Надія Титаренко (1903—1976) — українська акторка
- Надія Хоменко (1912—1987) — українська поетеса і прозаїк
- Надія Шестак — українська естрадна співачка, Народна артистка України.
- Есперанса Агірре (нар. 1952) — іспанська політична діячка
- Гоуп Девіс (нар. 1964) — американська акторка
- Гоуп Соло (нар. 1981) — американська футболістка